# Eetu Karjalainen
Edvard Eetu Karjalainen (* 27. September 1895 in Juuka; † 4. Mai 1965 in Kajaani) war ein finnischer Politiker der Sozialdemokratischen Partei Finnlands SDP (Suomen Sosialidemokraattinen Puolue), der unter anderem zwischen 1936 und 1948 sowie erneut von 1951 bis 1962 Mitglied des Parlaments (Eduskunta) und zwischen 1952 und 1953 Minister für Verkehr und öffentliche Arbeiten im Kabinett Kekkonen III war.

## Leben
Edvard Eetu Karjalainen, Sohn des nordkarelischen Landarbeiters Matti Karjalainen und Riitta Kortelainen, war nach dem Besuch öffentlicher Schulen erst als Elektriker sowie danach zwischen 1919 und 1936 als Filialleiter und Lagerleiter der Genossenschaft Kainuu in Kuhmoniemi und Kajaani tätig. Bei der Parlamentswahl am 1. und 2. Juli 1936 wurde er für die Sozialdemokratische Partei Finnlands SDP (Suomen Sosialidemokraattinen Puolue)erstmals zum Mitglied des Parlaments (Eduskunta) gewählt und vertrat in diesem nach seinen Wiederwahlen vom 1. September 1936 bis zum 31. August 1939 erst den Wahlkreis Südoulu sowie daraufhin bis zum 21. Juli 1948 den Wahlkreis Oulu.
Bei der Parlamentswahl am 2. und 3. Juli 1951 wurde er für die SDP abermals zum Mitglied des Parlaments gewählt und vertrat dort nach seinen weiteren Wiederwahlen zwischen dem 21. Juli 1951 und dem 19. Februar 1962 wiederum den Wahlkreis Oulu. Er war ferner zwischen dem 3. Dezember 1952 und dem 8. Juli 1953 Minister für Verkehr und öffentliche Arbeiten (Kulkulaitosten ja yleisten töiden ministeri) im Kabinett Kekkonen III. Er war seit 1922 mit Laura Maria Kovanen verheiratet.